# Покровский, Андрей Викторович
Андре́й Ви́кторович Покро́вский (2 октября 1957 — 28 февраля 2009) — советский и российский дипломат.

## Биография
Окончил Московский государственный институт международных отношений (МГИМО) МИД СССР (1979). Владел английским и португальским языками. На дипломатической работе с 1979 года.
- В 1997—2002 годах — советник-посланник Посольства России в Зимбабве.
- В 2002—2006 годах — заместитель директора Департамента безопасности МИД России.
- С 26 июля 2006 по 2009 год — чрезвычайный и полномочный посол Российской Федерации в Гане[1].
- С 12 сентября 2006 по 2009 год — чрезвычайный и полномочный посол Российской Федерации в Либерии по совместительству[2].

## Дипломатический ранг
- Чрезвычайный и полномочный посланник 2 класса (25 июля 2003)[3]
- Чрезвычайный и полномочный посланник 1 класса (29 октября 2008)[4]